# Clemensia mucida
Clemensia mucida là một loài bướm đêm thuộc phân họ Arctiinae, họ Erebidae.